# Ali Mejbel
Ali Mejbel (Irak; 17 de junio de 1982) es un exfutbolista de Catar nacido en Irak que jugaba en la posición de delantero.

## Carrera

### Club
| Periodo   | Club                     |
| --------- | ------------------------ |
| 2000–2007 | Al-Wakrah SC             |
| 2007–2008 | Al-Rayyan SC             |
| 2008–2009 | Al-Wakrah SC             |
| 2009–2010 | Al-Arabi Doha            |
| 2010–2011 | Al-Sailiya SC            |
| 2011–2012 | Al-Arabi Doha            |
| 2012–2017 | Al-Wakrah SC             |
| 2014–2015 | → Al-Shamal SC (cedido)  |
| 2015–2016 | → Al-Sailiya SC (cedido) |
| 2017–2018 | Al-Markhiya SC           |
| 2018      | Al-Shamal SC             |
| 2018–2019 | Al Bidda SC              |

### Selección nacional
Jugó para Catar en 7 ocasiones de 2004 a 2006 y anotó un gol, el cual fue en la victoria por 5-0 ante Turkmenistán en un partido amistoso jugado en Doha el 31 de mayo de 2004. Participó en la Copa Asiática 2004.

## Logros
- Copa del Jeque Jassem (2): 2004, 2010
- Segunda División de Catar (1): 2014
- Copa de la Segunda División de Catar (1): 2011